# علاوي الحلة
علاوي الحلة مَحلّة سكنية قديمة وسوق بغدادي شعبي عريق مزدحم، في صَوب الكرخ، وفي علاوي الحلة، في شارع دمشق، محطة سيارات نقل ركاب تُسمى كراج العلاوي، للسفر إلى عدة مدن عراقية، وتُعدّ ثاني محطتين لنقل الركاب من بغداد وإليها، وتُقابلها في صَوب الرصافة محطة النهضة (كراج النهضة).

## التسمية
العَلاوي باللام المخففة، جمع عَلْوة، والعلوة في العراق اسم لمكان البيع بالجملة للخضروات المجلوبة مباشرة من البساتين. والحِلّة اسم مدينة جنوب بغداد، والمقصود باب الحلة في بغداد، فتقدير الاسم "علاوي باب الحلة"، أي سوق الخضروات في باب الحلة. موقع منطقة العلاوي اليوم في المحلة 216، وجانب من جنوب محلة 214 عند كراج العلاوي الشمالي، وجانب قليل من شمال محلة 220 عند جامع بُنّية وكراج العلاوي الجنوبي.

## معالم العلاوي
- مقهى علي عرب
- سينما الارضروملي
- ساحة المتحف.